# Scienze forestali

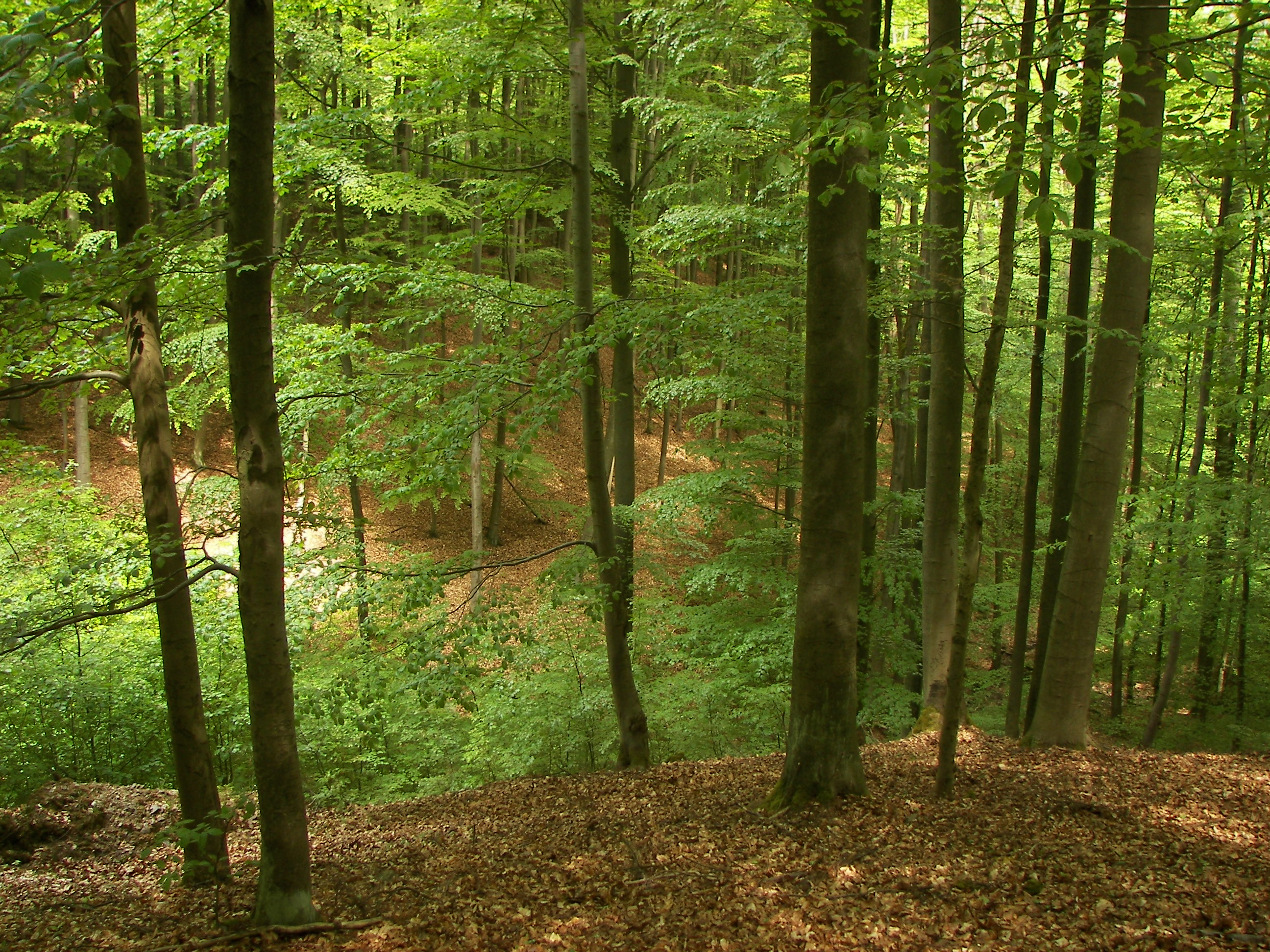
Popolamento forestale di faggio (Fagus sylvatica)

Le Scienze forestali sono un insieme di discipline scientifiche che studiano l'ecosistema forestale e, in generale, l'ambiente naturale con maggiore riguardo nei confronti della gestione del patrimonio boschivo pubblico e privato, insegnato in Italia nel corso di laurea e laurea magistrale in Scienze forestali e ambientali.
Il corso di studio è articolato in 3 anni a cui seguiranno altri 2 anni di laurea specialistica, mirato inizialmente al consolidamento della formazione scientifica di base (matematica, fisica, chimica, biologia) per poi ampliarsi fornendo numerose conoscenze interdisciplinari nei campi della selvicoltura, dell'ecologia, della dendrometria, della botanica, dell'idraulica forestale e dell'idrologia forestale, delle costruzioni forestali, delle sistemazioni idraulico-forestali, dell'economia, della politica e del diritto forestale,dell'estimo, della zoologia ed entomologia, dell'alpicoltura e dell'agricoltura montana, della patologia forestale (branca della patologia vegetale),della genetica, della geologia e mineralogia, della pedologia e della fisica e chimica del suolo, dell'assestamento forestale, della xilologia, della topografia e cartografia, della tecnologia del legno e della meccanizzazione forestale. 
Questa istruzione poliedrica permette al dottore forestale di applicare le proprie conoscenze per gestire, sviluppare, proteggere e perpetuare ecosistemi complessi quali i boschi, le foreste e tutte le formazioni vegetali spontanee o artificiali, nonché in generale alla gestione, salvaguardia, pianificazione e progettazione dell'ambiente e del territorio, del patrimonio floristico e faunistico, della filiera agro-silvo-pastorale, della produzione e commercializzazione dei prodotti forestali.
Durante il corso di studi, le lezioni sono affiancate a necessarie esperienze pratiche che spaziano dalle escursioni in bosco atte alla realizzazione di aree di saggio, matricinatura, cavallettamento ed operazioni di prelievo dendrometico, attività di laboratorio riguardanti la ricerca di patologie sulle specie forestali, laboratorio entomologico con la guida al riconoscimento delle diverse specie fitofaghe e xilofaghe, laboratorio di botanica forestale per il riconoscimento delle diverse specie vegetali e il riconoscimento dei costituenti cellulari tramite l'impiego di strumenti di laboratorio, uscite in campo per il rilievo topografico di confini fisici naturali ed antropici. 

## Formazione universitaria
La prima scuola forestale nasce a Vallombrosa (FI) nel 1869 come Regio Istituto Superiore Forestale, per poi essere annessa alla Facoltà di Agraria nel 1936. La prima Università italiana ad attivare un corso di laurea in Scienze Forestali è stata quindi l'Università degli Studi di Firenze, seguita dall'Università degli Studi di Padova nel 1967. Oggi tale corso è presente anche in altri atenei sparsi in tutta Italia: Torino, Bari (dal dipartimento di Scienze Agro-Ambientali e Territoriali dell'Uniba - Ex facoltà di Agraria), Palermo, Ancona, Campobasso, Napoli, Potenza, Reggio Calabria, Sassari e Viterbo. Come detto sopra la formazione universitaria del Dottore Forestale è articolata ed interdisciplinare. Dopo la riforma universitaria, per conseguire il titolo è necessario svolgere un corso di laurea triennale seguito da un corso di laurea magistrale, per un totale di cinque anni.

### Laurea di primo livello
Il corso triennale, appartenente alla classe di laurea L-25, consiste in una serie di discipline scientifiche di base quali Biologia Vegetale, Biologia Animale, Matematica, Fisica, Chimica Generale e Inorganica, Chimica Organica, Mineralogia e Geologia. Ad esse segue la preparazione specifica, che comprende materie caratterizzanti, di seguito presentate.

#### Ecologia forestale
È la disciplina che sta alla base di tutta la gestione forestale. Per poter intervenire correttamente all'interno del bosco è infatti necessario capirne la struttura e le dinamiche. Oltre alle nozioni di base di ecologia vengono fornite quelle specifiche dell'ecosistema forestale: il rapporto delle piante con le varie componenti ecologiche, in particolare con l'acqua, con la radiazione solare, con l'atmosfera, con la zoocenosi.

#### Pedologia e chimica del suolo
Studia i processi fisici, chimici e biochimici che avvengono a carico della materia organica e minerale del terreno, le proprietà fisico-chimiche dei diversi tipi di suolo e alla fertilità legata agli elementi nutritivi, fornendo inoltre le basi per lo svolgimento di analisi chimiche e fisiche atte ad individuare i parametri caratterizzanti del suolo, che vanno ad influenzare tutte le caratteristiche del soprassuolo (tessitura, struttura, porosità, ecc...). La diversificazione dei vari tipi di humus e di suolo in relazione all'origine geologica della roccia madre sono le caratteristiche fondamentali sulle quali è possibile orientare certe scelte gestionali.

#### Selvicoltura generale
Questa materia introduce la gestione forestale in generale, andando a studiare i meccanismi di rinnovazione, formazione ed evoluzione dei vari tipi di popolamento. Attraverso lo studio di questa disciplina si acquisiscono le basi tecniche per effettuare indagini stazionali, applicare le diverse forme di governo (quali ceduo, fustaia coetanea, fustaia disetanea, ecc...), le diverse forme di trattamento (quali taglio raso, tagli successivi e varianti) nonché le modalità di conversione e trasformazione del bosco.

#### Selvicoltura speciale
Costituisce un approfondimento della Selvicoltura Generale, va ad analizzare le peculiarità delle singole formazioni forestali (ad esempio Peccete, Faggete, Castagneti, Querceti, ecc...) sulla base di quanto studiato nella parte generale.

#### Dendrometria
Fornisce conoscenze sugli strumenti e sui metodi atti a stimare le grandezze forestali e in particolare a quantificare la risorsa legno, studiando anche la dinamica degli incrementi (Dendroauxonomia). I parametri rilevati con la dendrometria hanno importanti ricadute in campo gestionale e commerciale.
Zootecnia sostenibile
Il corso di studio si prefigge l'obiettivo di fornire conoscenze sulle forme di allevamento estensivo nell'ecosistema montano. Il programma prevede la conoscenza di razze animali autoctone con accenni alle caratteristiche morfologiche, anatomiche e produttive. La seconda parte del corso prevede lo studio dei meccanismi anatomici a produzione del latte e della carne e del razionamento alimentare in funzione del fabbisogno animale. 
Entomologia
Questo corso fornisce allo studente informazioni utili al riconoscimento degli insetti di interesse agrario con approfondimenti sulle funzioni anatomiche e fisiologiche. L'esame prevede generalmente anche la preparazione di una cassetta entomologica con la raccolta di alcune specie di insetti. 
Meccanizzazione
Lo studio di questa materie fornisce conoscenze di base sui mezzi agricoli e forestali utili alla lavorazione e conservazione dei suoli e per le operazioni di utilizzazione forestale. 
Sistemazioni idraulico-forestali
È un corso caratterizzante in cui vengono trattate nozioni di ingegneria di costruzione e principi di fisica utili alla realizzazione di opere di contenimento delle acque, dei suoli e degli ecosistemi minacciati dall'erosione idrica. Spesso l'esame prevede la progettazione di una traversa o altra opera di sistemazione idraulico-forestale. 
Sono poi presenti numerose altre materie che garantiscono al Forestale una visione completa del funzionamento dell'ecosistema foresta, nonché delle attività professionali ad esso legate: Botanica, Topografia, Alpicoltura, Zoologia Forestale, Zootecnia, Sistemazioni Idraulico-Forestali, Ingegneria Forestale, Tecnologia del Legno, Economia ed Estimo Forestale, Patologia Forestale, Legislazione, Meccanizzazione Forestale.

### Laurea di secondo Livello
Il corso magistrale, appartenente alla classe di laurea magistrale LM-73, mira invece ad approfondire le conoscenze di base con materie quali Assestamento Forestale, Allevamenti Faunistici, Botanica Applicata, Zoologia Applicata, Genetica Forestale, Legislazione Forestale, Pianificazione Ecologica del Territorio, Arboricoltura da Legno e Uso Energetico delle Biomasse, Protezione dagli Incendi, Chimica ambientale, Selvicoltura Urbana, Tecniche Vivaistiche, Nutrizione delle Piante, Protezione dall'Inquinamento, Protezione dal Rischio Idro-Geologico, Gestione Sostenibile.

## Sbocchi professionali
Il laureato in Scienze Forestali e Ambientali per poter esercitare la libera professione deve sostenere un esame di abilitazione per poi iscriversi all'Albo dei Dottori Agronomi e dei Dottori Forestali. Le competenze del libero professionista sono regolate dalla L. 3/1976 e successive modifiche e integrazioni, dal D.P.R. 350/1981, dalla L. 152/1992 e dal D.P.R. 328/2001, e comprendono: le produzioni vegetali e animali, l'alimentazione animale, la fitopatologia, il miglioramento genetico di vegetali e animali, i controlli qualitativi nel comparto agroalimentare, la programmazione economica e la stima dei fondi rustici, le costruzioni rurali, i lavori catastali, la bonifica, irrigazione e tutela delle acque e dell'atmosfera, la pianificazione del territorio e valutazione dell'impatto ambientale, lo studio, l'uso e la tutela del suolo, i parchi e giardini, l'assestamento forestale, l'assistenza tecnica e divulgazione. Il Dottore Forestale è una figura professionale altamente qualificata non solo per quanto riguarda tutte le problematiche di tipo scientifico, tecnico, amministrativo, economico inerenti al comparto agro-forestale, ma anche per la tutela e l'uso compatibile dell'ambiente naturale e antropizzato.

## AUSF Italia
L'AUSF Italia è la Confederazione delle Associazioni Universitarie degli Studenti Forestali d'Italia. 
Dal 26 al 29 settembre 2009, presso il Giardino della Flora Appenninica di Capracotta (IS), si è tenuto l'incontro nazionale fra le associazioni degli studenti dei corsi di Laurea di Scienze Forestali, organizzato della sede AUSF dell'Università del Molise. Hanno partecipato i rappresentanti delle AUSF di Torino, Padova, Viterbo, Molise, Napoli, Potenza, Palermo e quelli del FAG (Forest and Agriculture Group) di Reggio Calabria. Lo scopo dell'incontro era la fondazione dell'AUSF Italia, una forma associativa che riunisse, coordinasse e si facesse portavoce delle varie associazioni studentesche forestali presenti in Italia. Il corrispettivo internazionale di tale associazione è l'IFSA (International Forestry Students' Association).
AUSF Italia è oggi organizzata secondo un sistema confederativo ed assume, quindi, un ruolo di coordinamento tra le varie sedi alle quali, nel 2015, si è aggiunta quella dell'Università di Firenze. La sede centrale è presso l'Università degli Studi della Tuscia di Viterbo, ma annualmente viene stabilita di volta in volta una sede diversa che si assume il compito di organizzare un'Assemblea Generale.
Gli scopi dell'AUSF Italia sono ricavabili dalla lettura dello Statuto AUSF Italia (articolo 2, “Finalità”):
- Promuovere l'aggregazione ed il confronto degli studenti forestali degli Atenei italiani, specialmente attraverso lo sviluppo dell'associazionismo studentesco;
- Svolgere un ruolo di rappresentanza degli studenti forestali italiani nei rapporti con organizzazioni ed enti nazionali ed internazionali;
- Promuovere la partecipazione degli studenti in associazioni ed organizzazioni nazionali ed internazionali;
- Svolgere, all'interno delle Università, azioni volte all'informazione e all'aggiornamento degli studenti, riguardo agli sviluppi del mondo universitario in ogni sua forma;
- Svolgere nell'ambito delle Università italiane e nel territorio nazionale ed internazionale opera di approfondimento delle tematiche riguardanti il mondo forestale-ambientale;
- Sviluppare attività di interesse forestale che investano sia il mondo accademico che quello professionale;
- Ampliare le possibilità per gli studenti forestali di acquisire conoscenze ed esperienze promuovendo la realizzazione e la partecipazione a corsi, seminari, convegni ed eventi simili, rapporti di collaborazione con Docenti universitari ed operatori del settore, rapporti di collaborazione con enti, organismi ed organizzazioni nazionali ed estere;
- Promuovere iniziative volte all'aggiornamento professionale/culturale degli studenti.

## SISEF
La Società Italiana di Selvicoltura ed Ecologia Forestale (SISEF), fondata nel 1995, è una associazione culturale senza fini di lucro avente lo scopo di promuovere la diffusione della cultura scientifica forestale a livello italiano e a livello internazionale.